# Emplesiogonus scutulatus
Emplesiogonus scutulatus là một loài nhện trong họ Thomisidae.
Loài này thuộc chi Emplesiogonus. Emplesiogonus scutulatus được Eugène Simon miêu tả năm 1903.